# Billy Schaeffer
William G. Schaeffer, detto Billy (Bellerose, 11 dicembre 1951), è un ex cestista statunitense, professionista nella ABA.

## Carriera
Venne selezionato dai Los Angeles Lakers al secondo giro del Draft NBA 1973 (23ª scelta assoluta).

## Palmarès
- Campionato ABA: 1

New York Nets: 1974
- NCAA AP All-America Third Team (1973)
- Campione EBA (1975)